# Sobór św. Mikołaja w Nowym Jorku (Manhattan)

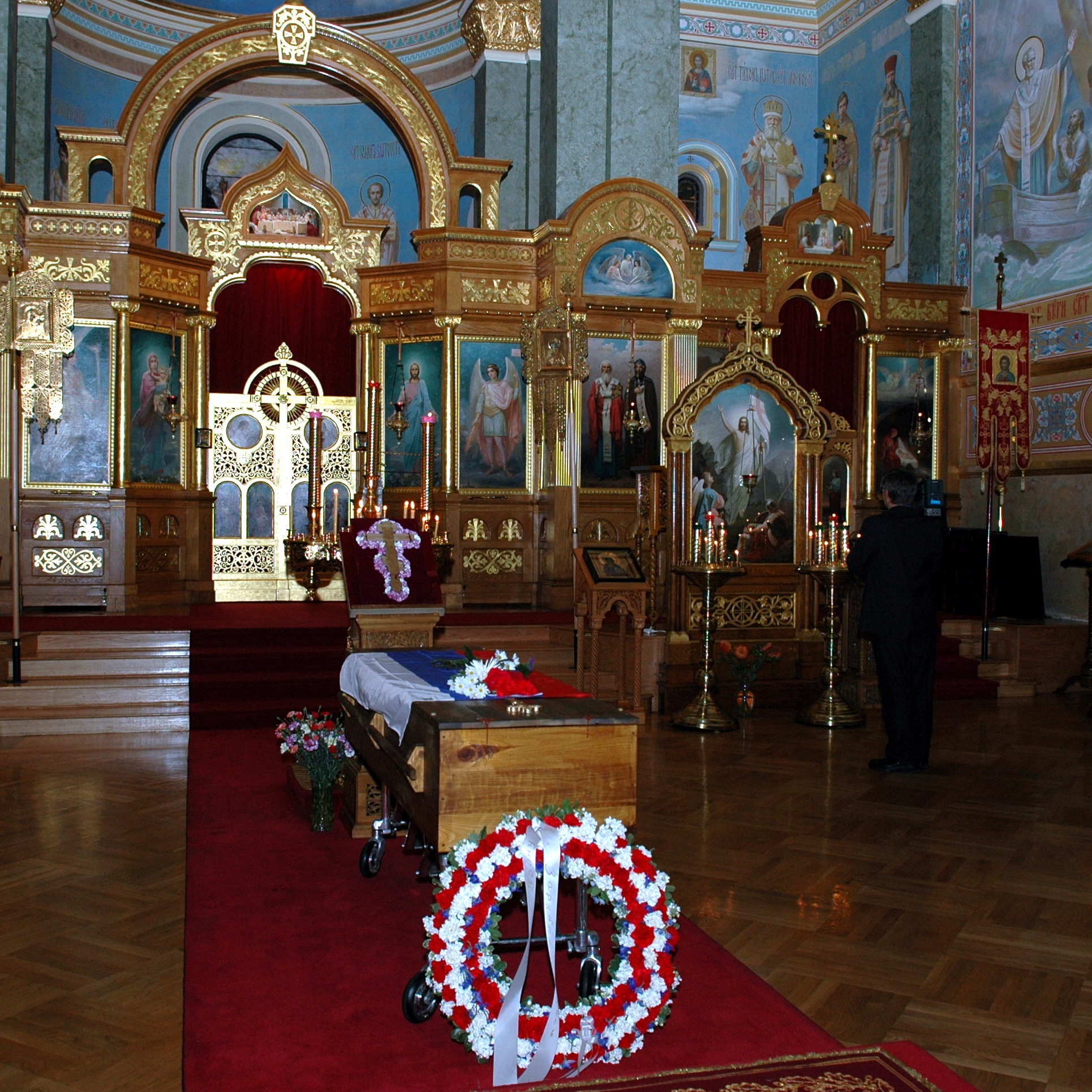
Wnętrze (2005)

Sobór św. Mikołaja – prawosławny sobór w Nowym Jorku. Od 1970 pełni funkcję katedry Patriarszych parafii w Stanach Zjednoczonych.

## Historia
Sobór został wzniesiony w latach 1901–1904 z inicjatywy ks. Aleksandra Chotowickiego dla istniejącej od początku lat 90. XIX wieku parafii św. Mikołaja na nowojorskim Manhattanie. W 1899 liczyła ona 300 wiernych, stale korzystając z wynajmowanych na potrzeby modlitwy pomieszczeń. Inicjatywę poparł car Mikołaj II, przekazując na budowę sumę 5 tys. rubli. W maju 1901 został położony kamień węgielny pod budowę cerkwi. Autorem projektu świątyni był John Bergeson, który przygotował plan obiektu w tradycyjnym rosyjskim stylu, z siedmioma kopułami, z czerwonej cegły. W 1904 gotową świątynię poświęcił biskup Tichon (Bieławin). W roku następnym ten sam hierarcha przeniósł do Nowego Jorku stolicę archieparchii amerykańskiej, czyniąc tym samym nowojorską cerkiew jej soborem.
Po rewolucji październikowej i ukonstytuowaniu się sympatyzującej z bolszewikami Żywej Cerkwi (ruch odnowicielstwa), stojącej w opozycji do patriarchatu moskiewskiego, jej zwolennicy wśród rosyjskiej społeczności Nowego Jorku usiłowali przejąć sobór św. Mikołaja. W 1923 ks. Iwan Kiedrowski, biskup Żywej Cerkwi, przekazał sprawę do amerykańskiego sądu, który w 1925 przekazał plebanię i sobór zwolennikom odnowicielstwa. W sierpniu obiekt został jednak spontanicznie przejęty przez antykomunistycznie nastawionych parafian z Nowego Jorku, którzy utworzyli parafię Opieki Matki Bożej. W kwietniu 1926 sąd ponownie przekazał ks. Kiedrowskiemu budynek katedry. Po jego śmierci w 1934 w soborze służyli jego synowie Nikołaj i Joann, także kapłani Żywej Cerkwi. W 1944, po śmierci Nikołaja, Joann porzucił ruch odnowicielski i przeszedł w jurysdykcję Egzarchatu Amerykańskiego Rosyjskiego Kościoła Prawosławnego, przekazując mu również sobór. W 1945 sąd amerykański potwierdził ten stan rzeczy, mimo protestów Metropolii. W 1947 Metropolia wygrała proces o sobór, jednak apelacja do Sądu Najwyższego USA zakończyła się wydaniem wyroku przeciwnego.
W 1970 patriarcha Moskwy i całej Rusi nadał Metropolii autokefalię, potwierdzając tym samym powstanie Kościoła Prawosławnego w Ameryce. Sobór św. Mikołaja pozostał jednak w rękach patriarchatu jako cerkiew przy jego przedstawicielstwie przy Kościele Amerykańskim. Stał się również katedrą Patriarszych parafii w Stanach Zjednoczonych – struktury, która zastąpiła zlikwidowany Egzarchat Amerykański. Od 1973 posiada status zabytku.